# Gillian Anderson
Gillian Leigh Anderson, OBE, ameriško-britanska igralka, * 9. avgust 1968, Chicago, Združene države Amerike.
Odraščala je sprva v Londonu in kasneje v mestu Grand Rapids (Michigan, ZDA), kjer je obiskovala srednjo šolo. Kot pubertetnica je šla skozi izrazito uporniško obdobje, kasneje v srednji šoli pa se je usmerila v igro in pričela nastopati v šolski gledališki skupini. Leta 1990 je diplomirala na gledališki šoli Univerze DePaul v Chicagu, nakar se je preselila v New York, da bi prodrla kot igralka.
Kmalu po prvih vlogah v gledališču in na televiziji je dobila glavno vlogo v TV-seriji Dosjeji X, v kateri je zaigrala skeptično agentko Dano Scully, ki s partnerjem Foxom Mulderjem (David Duchovny) raziskuje paranormalne pojave. Z njo je zaslovela. Kljub drugačnim začetnim načrtom je pri seriji ostala vseh devet sezon (do leta 2002) in posnela še dva tematska celovečerna filma, Dosjeji X (1998) ter Dosjeji X: Hočem verjeti (2008). Od takrat nastopa v različnih filmih (Zadnji škotski kralj, Plesalka v senci), televizijskih serijah (Hannibal, Ameriški bogovi, Padec, Sex Education) in gledaliških igrah.
Za vlogo v Dosjejih X je leta 1997 prejela zlati globus in nagrado emmy (za obe je nominirana večkrat). Kot gledališka igralka je prejela več britanskih nagrad, za zasluge na dramskem področju tudi imenovanje v red častnice Britanskega imperija. Od leta 2018 ima tudi zvezdo na Hollywoodski aleji slavnih.
Leta 1994 se je poročila s prvim možem Clydeom Klotzem, s katerim ima hčer. Ločila sta se tri leta kasneje in tudi njene ostale zveze niso trajale dlje kot nekaj let. Z nekdanjim partnerjem Markom Griffithsom ima še dva sinova. Leta 2012 je v intervjuju razkrila, da je biseksualka in da je bila med študijem v resnejši zvezi z dekletom.